# CFB Valcartier
CFB Valcartier (IATA: YOY, ICAO: CYOY) este un aeroport din Provincia Québec, Canada.
Situat la o altitudine de 168 m, aeroportul dispune de o singură pistă. Este operat de Department of National Defence⁠(d).